# La Riera de Gaià
La Riera de Gaià – gmina w Hiszpanii, w prowincji Tarragona, w Katalonii, o powierzchni 8,76 km². W 2011 roku gmina liczyła 1691 mieszkańców.